# Шалей, Павел
Павел Шалей (фр. Paul Chaleil; 9 декабря 1913, XX округ Парижа — 6 сентября 1983, XIV округ Парижа) — французский католический священник, иезуит, византийского обряда, участник Русского апостолата в Зарубежье, выпускник Руссикума, узник ГУЛАГа.

## Биография
В 1933 году рукоположён в сан иеромонаха.
С 1939 года служил в Маньчжурии в Апостольском экзархате Харбина, преподавал в лицее Святого Николая Чудотворца этику и апологетику.
22 декабря 1948 года все священники, члены русской миссии в Харбине и преподаватели Лицея были арестованы китайской милицией и выданы в СССР, доставлены в Читу, где подверглись репрессиям и были отправлены в лагеря ГУЛАГа. Шалей был осуждён 10 мая 1949 года на 10 лет исправительно-трудовых лагерей, срок отбывал в Тайшете.
В 1955 году освобождён досрочно, вернулся во Францию. Первоначально служил в русском католическом приходе Святой Троицы в Париже, затем вместе со священником Бернаром Дюпир основал в 1956 году в Латинском квартале Парижа российско-французскую культурную ассоциацию Deux Ours ("Два медведя"), которая ставила своей целью изучение русского языка и культурному обмену между СССР и Францией, став её директором.